# 黃鈺淳
黃鈺淳（1980年3月14日—）是樹德科技大學的企業管理系教師。

## 外部來源
- 黃鈺淳 （页面存档备份，存于）